# 许有章宅
许有章宅位于中国安徽省黄山市歙县许村镇许村。
许有章宅系盐商住宅，建于光绪三十年（1905），前后三进。门扉木雕精美细腻。
2006年5月，许有章宅作为许村古建筑群的子项，被列为第六批全国重点文物保护单位。